# Rob DiMaio
Robert Charles DiMaio, dit Rob (né le 19 février 1968 à Calgary dans la province d'Alberta au Canada) est un joueur professionnel canadien de hockey sur glace. Il évoluait au poste d'ailier droit.

## Biographie
Il a évolué au niveau junior dans la Ligue de hockey de l'Ouest avec les Blazers de Kamloops puis les Tigers de Medicine Hat. Après trois saisons chez les juniors, il est repêché par les Islanders de New York au 118e rang lors du sixième tour du repêchage d'entrée dans la LNH 1987. Il a remporté à deux reprises la Coupe Memorial (1987 et 1988) avec les Tigers, et remporte en 1988 le trophée Stafford-Smythe, remis au meilleur joueur du tournoi de la Coupe Memorial après une performance de 9 points en 5 parties.
Il devient professionnel en 1988-1989 et partage sa saison entre les Islanders dans la Ligue nationale de hockey et son équipe affiliée, les Indians de Springfield dans la Ligue américaine de hockey. La saison suivante, il remporte la Coupe Calder avec les Indians après avoir défait les Americans de Rochester en finale des séries. 
En plus des Islanders, il a porté les couleurs du Lightning de Tampa Bay, des Flyers de Philadelphie, les Bruins de Boston, des Rangers de New York, des Hurricanes de la Caroline et des Stars de Dallas. La saison 2004-2005 étant annulée à cause d'un lock-out, il s'est aligné avec les SC Langnau Tigers et les HC Milano Vipers, qui évoluent respectivement en Suisse et en Italie. Il aide les Vipers à remporter le championnat d'Italie lors de cette saison.
Lors d'un match pré-saison en septembre 2006, alors qu'il joue pour le Lightning, il subit une commotion cérébrale après avoir reçu une mise en échec controversée de la part de Guillaume Latendresse des Canadiens de Montréal, ce qui met fin à sa carrière de hockeyeur. 
En 2007, il devient un recruteur avec son ancienne équipe, les Stars. L'année suivante, il occupe le même poste, mais avec les Blues de Saint-Louis. En 2012, les Blues le nomment directeur du recrutement professionnel puis trois ans plus tard, il est promu au poste de directeur du personnel des joueurs.

## Statistiques

### En club
| Saison     | Équipe                        | Ligue      |     | Saison régulière | Saison régulière | Saison régulière | Saison régulière | Saison régulière |    | Séries éliminatoires | Séries éliminatoires | Séries éliminatoires | Séries éliminatoires | Séries éliminatoires |
| Saison     | Équipe                        | Ligue      | PJ  | B                | A                | Pts              | Pun              | PJ               | B  | A                    | Pts                  | Pun                  |                      |                      |
| 1984-1985  | Blazers de Kamloops           | LHOu       | 55  | 9                | 18               | 27               | 29               | 7                | 1  | 3                    | 4                    | 2                    |                      |                      |
| 1985-1986  | Blazers de Kamloops           | LHOu       | 6   | 1                | 0                | 1                | 0                | -                | -  | -                    | -                    | -                    |                      |                      |
| 1985-1986  | Tigers de Medicine Hat        | LHOu       | 55  | 20               | 30               | 50               | 82               | 22               | 6  | 6                    | 12                   | 39                   |                      |                      |
| 1986-1987  | Tigers de Medicine Hat        | LHOu       | 70  | 27               | 43               | 70               | 130              | 20               | 7  | 11                   | 18                   | 46                   |                      |                      |
| 1987-1988  | Tigers de Medicine Hat        | LHOu       | 54  | 47               | 44               | 91               | 120              | 14               | 12 | 19                   | 31                   | 59                   |                      |                      |
| 1988-1989  | Indians de Springfield        | LAH        | 40  | 13               | 18               | 31               | 67               | -                | -  | -                    | -                    | -                    |                      |                      |
| 1988-1989  | Islanders de New York         | LNH        | 16  | 1                | 0                | 1                | 30               | -                | -  | -                    | -                    | -                    |                      |                      |
| 1989-1990  | Indians de Springfield        | LAH        | 54  | 25               | 27               | 52               | 69               | 16               | 4  | 7                    | 11                   | 45                   |                      |                      |
| 1989-1990  | Islanders de New York         | LNH        | 7   | 0                | 0                | 0                | 2                | 1                | 1  | 0                    | 1                    | 4                    |                      |                      |
| 1990-1991  | Islanders de Capital District | LAH        | 12  | 3                | 4                | 7                | 22               | -                | -  | -                    | -                    | -                    |                      |                      |
| 1990-1991  | Islanders de New York         | LNH        | 1   | 0                | 0                | 0                | 0                | -                | -  | -                    | -                    | -                    |                      |                      |
| 1991-1992  | Islanders de New York         | LNH        | 50  | 5                | 2                | 7                | 43               | -                | -  | -                    | -                    | -                    |                      |                      |
| 1992-1993  | Lightning de Tampa Bay        | LNH        | 54  | 9                | 15               | 24               | 62               | -                | -  | -                    | -                    | -                    |                      |                      |
| 1993-1994  | Lightning de Tampa Bay        | LNH        | 39  | 8                | 7                | 15               | 40               | -                | -  | -                    | -                    | -                    |                      |                      |
| 1993-1994  | Flyers de Philadelphie        | LNH        | 14  | 3                | 5                | 8                | 6                | -                | -  | -                    | -                    | -                    |                      |                      |
| 1994-1995  | Flyers de Philadelphie        | LNH        | 36  | 3                | 1                | 4                | 53               | 15               | 2  | 4                    | 6                    | 4                    |                      |                      |
| 1995-1996  | Flyers de Philadelphie        | LNH        | 59  | 6                | 15               | 21               | 58               | 3                | 0  | 0                    | 0                    | 0                    |                      |                      |
| 1996-1997  | Bruins de Boston              | LNH        | 72  | 13               | 15               | 28               | 82               | -                | -  | -                    | -                    | -                    |                      |                      |
| 1997-1998  | Bruins de Boston              | LNH        | 79  | 10               | 17               | 27               | 82               | 6                | 1  | 0                    | 1                    | 8                    |                      |                      |
| 1998-1999  | Bruins de Boston              | LNH        | 71  | 7                | 14               | 21               | 95               | 12               | 2  | 0                    | 2                    | 8                    |                      |                      |
| 1999-2000  | Bruins de Boston              | LNH        | 50  | 5                | 16               | 21               | 42               | -                | -  | -                    | -                    | -                    |                      |                      |
| 1999-2000  | Rangers de New York           | LNH        | 12  | 1                | 3                | 4                | 8                | -                | -  | -                    | -                    | -                    |                      |                      |
| 2000-2001  | Hurricanes de la Caroline     | LNH        | 74  | 6                | 18               | 24               | 54               | 6                | 0  | 0                    | 0                    | 4                    |                      |                      |
| 2001-2002  | Stars de Dallas               | LNH        | 61  | 6                | 6                | 12               | 25               | -                | -  | -                    | -                    | -                    |                      |                      |
| 2001-2002  | Grizzlies de l'Utah           | LAH        | 3   | 1                | 1                | 2                | 0                | -                | -  | -                    | -                    | -                    |                      |                      |
| 2002-2003  | Stars de Dallas               | LNH        | 69  | 10               | 9                | 19               | 76               | 12               | 1  | 4                    | 5                    | 10                   |                      |                      |
| 2003-2004  | Stars de Dallas               | LNH        | 69  | 9                | 15               | 24               | 52               | 5                | 0  | 1                    | 1                    | 2                    |                      |                      |
| 2004-2005  | SC Langnau Tigers             | LNA        | 9   | 2                | 3                | 5                | 8                | -                | -  | -                    | -                    | -                    |                      |                      |
| 2004-2005  | HC Milano Vipers              | Serie A    | 9   | 4                | 8                | 12               | 4                | 15               | 9  | 10                   | 19                   | 16                   |                      |                      |
| 2005-2006  | Lightning de Tampa Bay        | LNH        | 61  | 4                | 13               | 17               | 30               | 2                | 0  | 0                    | 0                    | 0                    |                      |                      |
| Totaux LNH | Totaux LNH                    | Totaux LNH | 894 | 106              | 171              | 277              | 840              | 62               | 7  | 9                    | 16                   | 40                   |                      |                      |

### En équipe nationale
| Année | Compétition                 |   | PJ | B | A | Pts | Pun           |  | Résultat |
| 1988  | Championnat du monde junior | 7 | 1  | 0 | 1 | 10  | Médaille d'or |  |          |

## Trophées et honneurs personnels
- 1986-1987 :
  - champion de la Coupe du Président avec les Tigers de Medicine Hat.
  - champion de la Coupe Memorial avec les Tigers de Medicine Hat.
- 1987-1988 :
  - champion de la Coupe du Président avec les Tigers de Medicine Hat.
  - champion de la Coupe Memorial avec les Tigers de Medicine Hat.
  - remporte le trophée Stafford-Smythe du meilleur joueur (MVP) du tournoi de la Coupe Memorial.
- 1989-1990 : champion de la Coupe Calder avec les Indians de Springfield.
- 2004-2005 : champion d'Italie avec les HC Milano Vipers.

## Transactions en carrière
- 13 juin 1987 : repêché par les Islanders de New York au sixième tour, 118e rang.
- 18 juin 1992 : réclamé au repêchage d'expansion par le Lightning de Tampa Bay en provenance des Islanders.
- 18 mars 1994 : échangé par le Lightning aux Flyers de Philadelphie contre Jim Cummins et un choix de quatrième tour au repêchage de 1995 (Radovan Somik).
- 30 septembre 1996 : réclamé au ballotage par les Sharks de San José en provenance des Flyers.
- 30 septembre 1996 : échangé par les Sharks aux Bruins de Boston contre un choix de cinquième tour au repêchage de 1997 (Adam Nittel)
- 10 mars 2000 : échangé par les Bruins aux Rangers de New York contre Mike Knuble.
- 4 août 2000 : échangé par les Rangers aux Hurricanes de la Caroline avec Darren Langdon contre Sandy McCarthy et un choix de quatrième tour au repêchage de 2001 (Bryce Lampman).
- 1er juillet 2001 : signe en tant qu'agent libre avec les Stars de Dallas.
- 20 novembre 2004 : signe en tant qu'agent libre avec les SC Langnau Tigers.
- 20 décembre 2004 : signe en tant qu'agent libre avec les HC Milano Vipers.
- 9 août 2005 : signe en tant qu'agent libre avec le Lightning de Tampa Bay.